# Mancalla

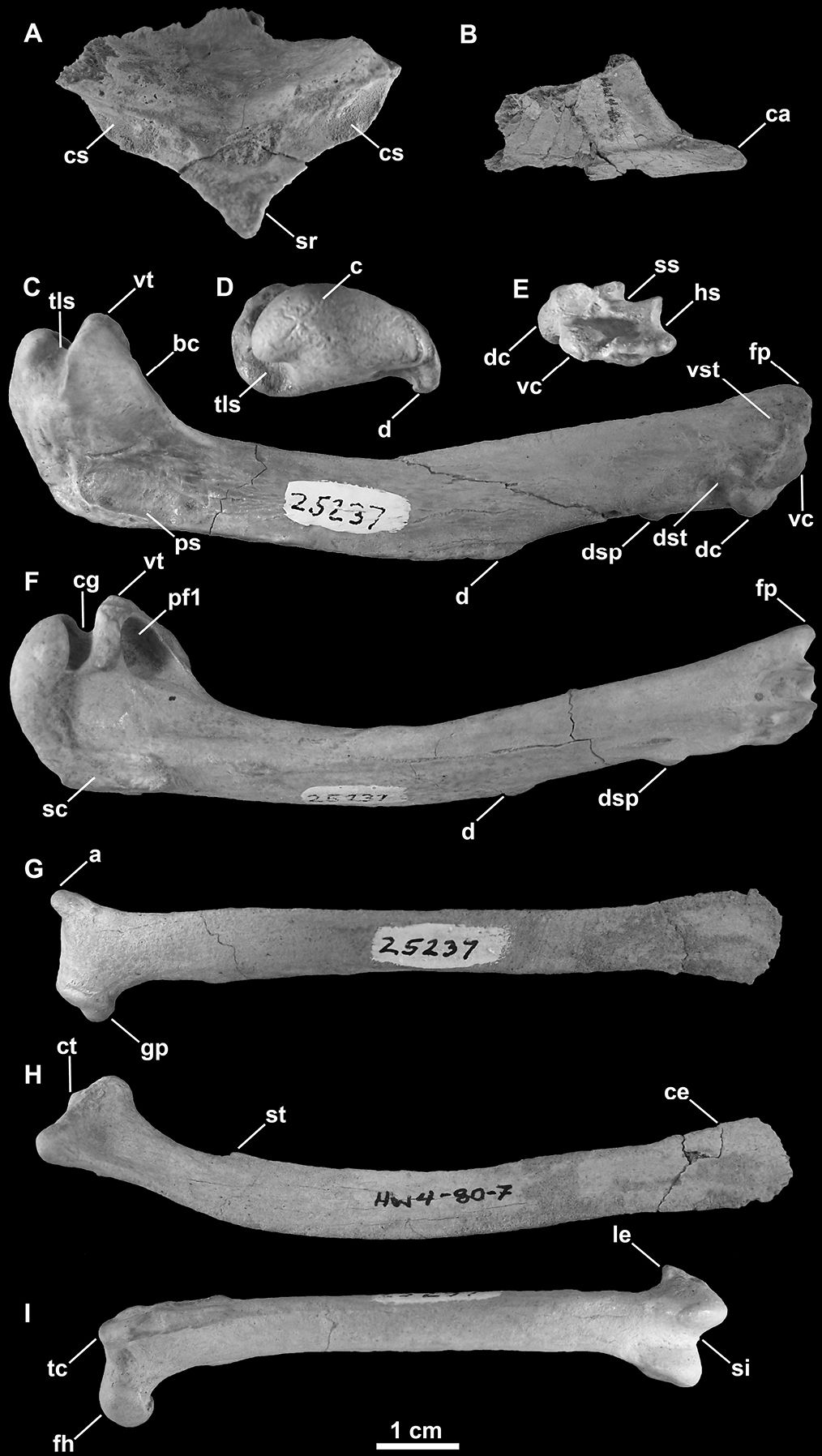
Голотип M. lucasi

Mancalla — це вимерлий рід нелітаючих алцидів, що мешкали на тихоокеанському узбережжі сучасної Каліфорнії та Мексики в пізньому міоцені до раннього пліоцену. 